# 側錐五角柱
側錐五角柱（そくすいごかくちゅう、英: augmented pentagonal prism）とは52番目のジョンソンの立体で、正五角柱の1つの側面に正四角錐を貼り付けたものである。

## 関連図形
| 正五角柱 （角錐を取り除く）         | 正四角錐 （角柱を取り除く）         | 二側錐五角柱 （正四角錐をもう1つ追加） |
| 正四角錐柱 （角柱の角の数を減らす） | 側錐六角柱 （角柱の角の数を増やす） |                                        |